# Partido de Valle de Sotoscueva
Partido del Valle de Sotoscueva es uno de los seis en que históricamente se divide la Merindad de Sotoscueva en el Corregimiento de las Merindades de Castilla la Vieja, situadas en la provincia de Burgos, comunidad autónoma de Castilla y León (España).

## Lugares que comprendía
Comprendía los siguientes siete lugares, todos con jurisdicción de realengo.
| - Cueva - Entrambosríos | - La Parte - Quisicedo | - Quintanilla Sotoscueva - Vallejo | - Villabáscones |  |

## Historia
A la caída del Antiguo Régimen todos los lugares quedaron agregados al ayuntamiento constitucional de Merindad de Sotoscueva, en el partido de Villarcayo perteneciente a la región de Castilla la Vieja. En la actualidad estas localidades pertenecen al mismo municipio.